# Усов, Виктор Иванович
Ви́ктор Ива́нович У́сов (1887, Вятская губерния — 24 сентября 1918, Подосиновец, Северо-Двинская губерния) — протоиерей Русской православной церкви, священномученик.
Память 24 сентября, в Соборе новомучеников и исповедников Российских, в Соборе Вятских святых и в Соборе Вятских Новомучеников и исповедников.

## Жизнеописание
Виктор Усов родился в 1887 году в семье диакона. Окончил Никольское духовное училище и в 1909 году Вологодскую духовную семинарию; был назначен учителем Кузюгской церковно-приходской школы Никольского уезда Вологодской губернии. 21 мая 1910 года рукоположён в сан священника к Троицкой церкви села Вохмы. 1 сентября перемещён в Богоявленскую церковь села Старая Яхреньга (ныне Подосиновский район Кировской области). С 1910 по 1913 год был законоучителем в Конотовском земском училище, а в октябре 1913 года исполнял должность законоучителя Яхреньских земского училища и церковно-приходской школы.
По свидетельству современников, священник Богоявленской церкви Виктор Усов был расстрелян карательным отрядом вместе с протоиереем Николаем Поддъяковым 24 сентября 1918 года. Предполагаемое место его погребения — сквер возле Богородицкой церкви посёлка Подосиновца Кировской области.